# Kromhoutpark

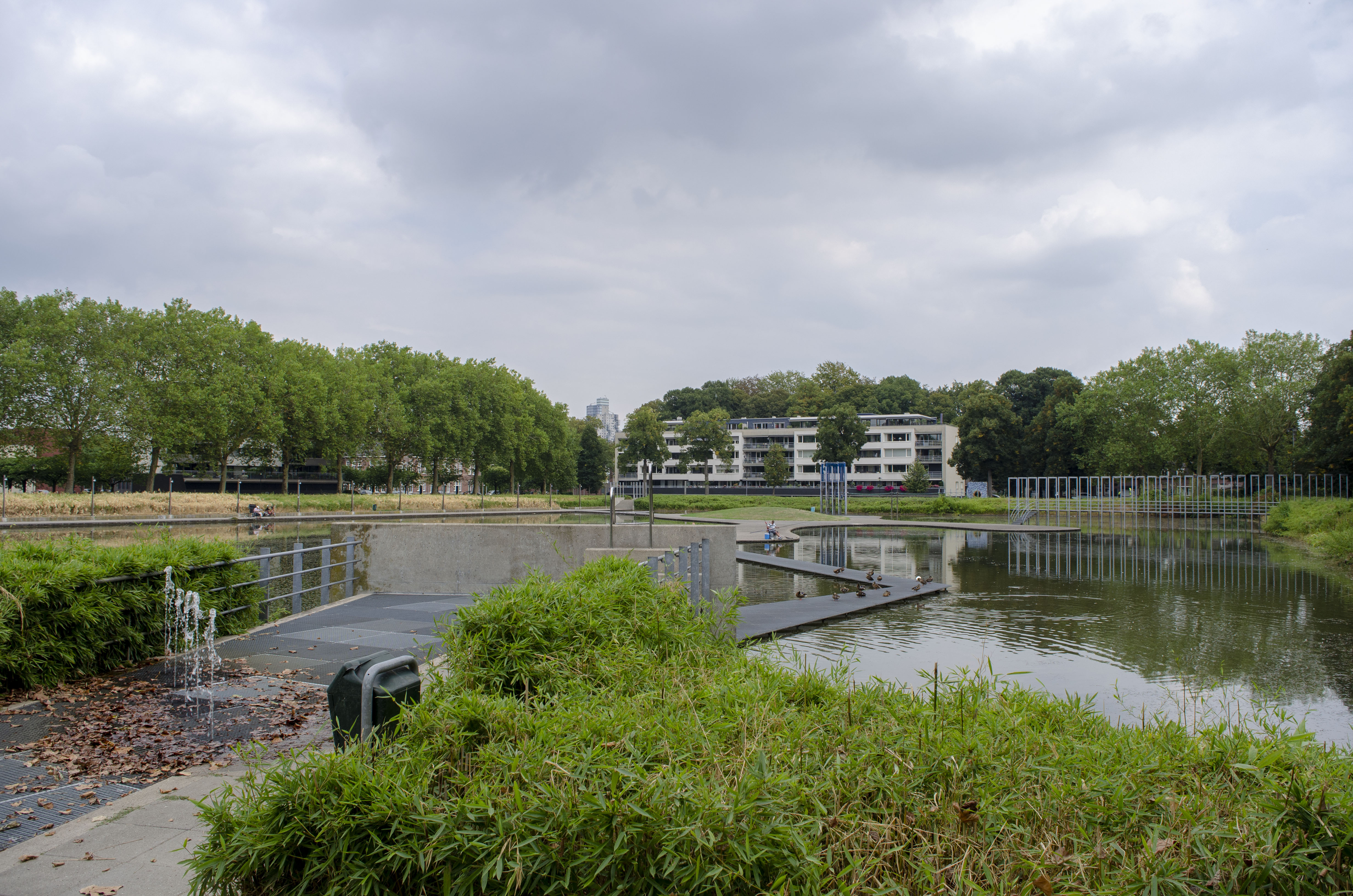
Het Kromhoutpark gezien vanaf het zuiden. De vijver met aangrenzend 1 van de appartementgebouwen die onderdeel zijn van het plan.

Het Kromhoutpark is een park van 5,3 hectare in de Tilburgse buurt Korvel. Het is in 1991 aangelegd op het voormalige exercitieterrein van de Kromhoutkazerne.
Op het vrijgekomen kazerneterrein werden stadsvilla's (urban villas) gebouwd die het park als het ware omringen. Het park is het resultaat van modes die in de jaren tachtig ontstonden naar aanleiding van discussies over de aanleg van parken en pleinen in Barcelona. Het park heeft daardoor een postmoderne signatuur gekregen. Centraal is een rechthoekige waterpartij, omzoomd door lanen. Gebruik is gemaakt van de reeds op het terrein aanwezige bomen. Randen van rododendrons en bamboe geven de waterpartij een naar binnen gekeerde uitstraling. Buiten dit gebied liggen speelweiden en dergelijke. Vier paden lopen naar de vijver en daarin verder naar een eiland. De paden door de vijver zijn alle verschillend van karakter (roestvaststalen roosters, brug, flagstones, klauterpad).
Het park is ontworpen door Bureau B+B stedebouw en landschapsarchitectuur, gevestigd in Amsterdam. Het park kreeg de Rijksprijs voor Bouwen en Wonen Bronzen Bever 1995. Dit jaar had de prijs als thema: 'water als inrichtingsprincipe'.
Vanwege het voorbeeldige opdrachtgeverschap, het hoge kwaliteitsniveau, de getoonde vindingrijkheid en de grote mate van volhardendheid, heeft de jury gekozen de “Bronzen Bever 1995” toe te kennen aan de gemeente Tilburg voor het project Kromhoutpark.

Afbeeldingen
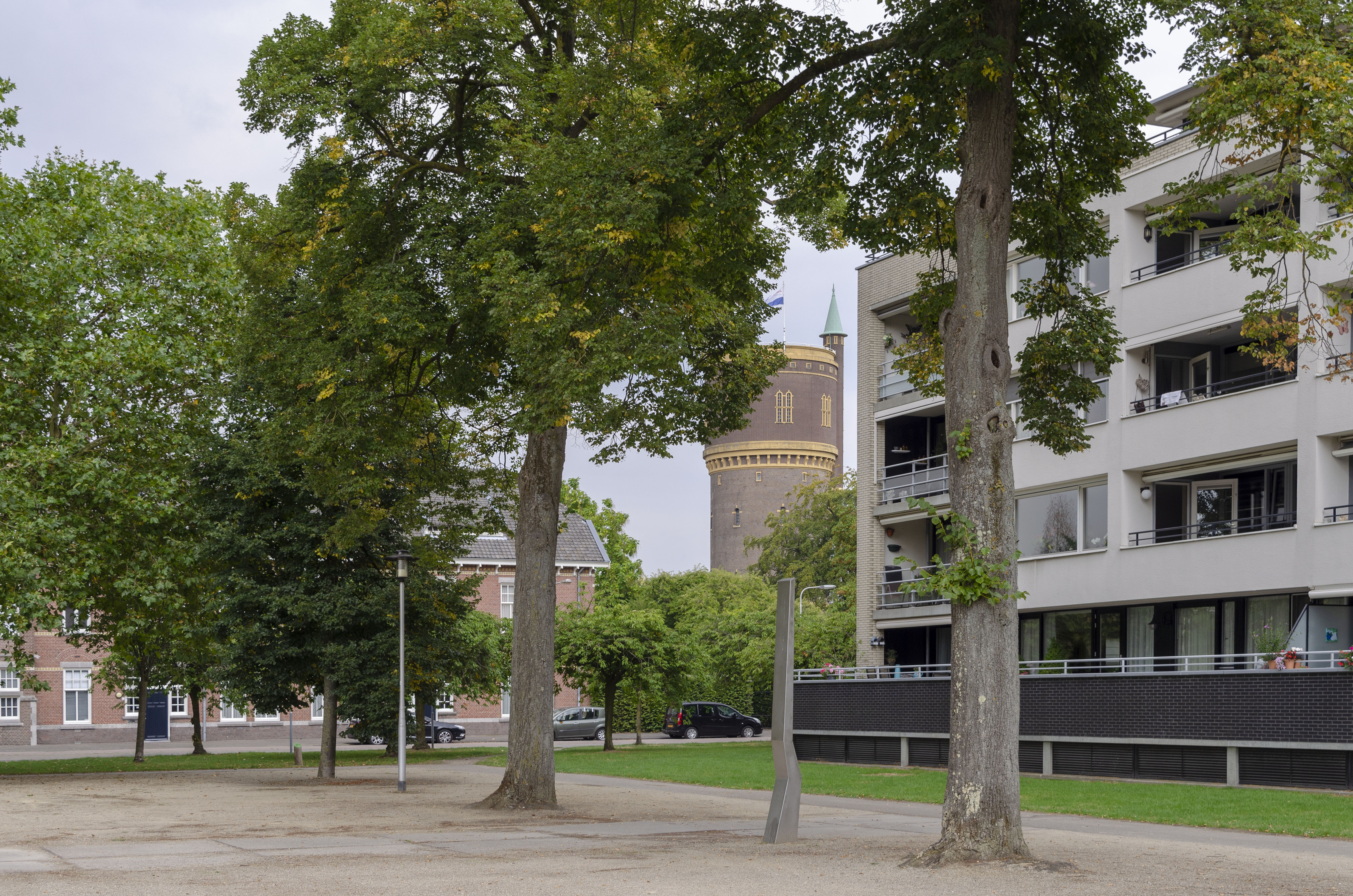
Van links naar rechts: een gebouw van de Kromhoutkazerne, de watertoren van Tilburg en nieuwbouw bij de aanleg van het kromhoutpark.
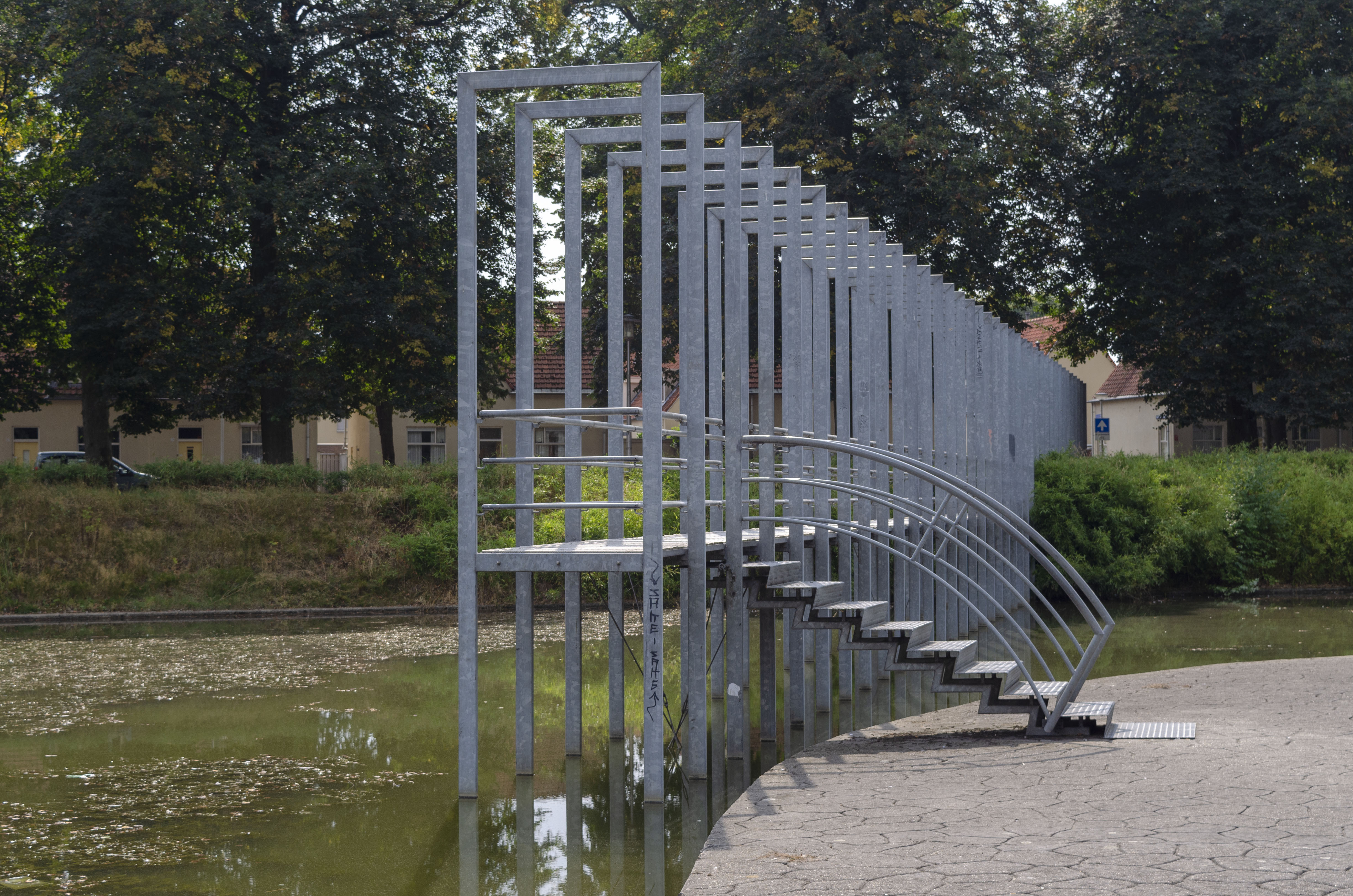
Brug van eiland in vijver Kromhoutpark naar de Ruysdaelstraat.
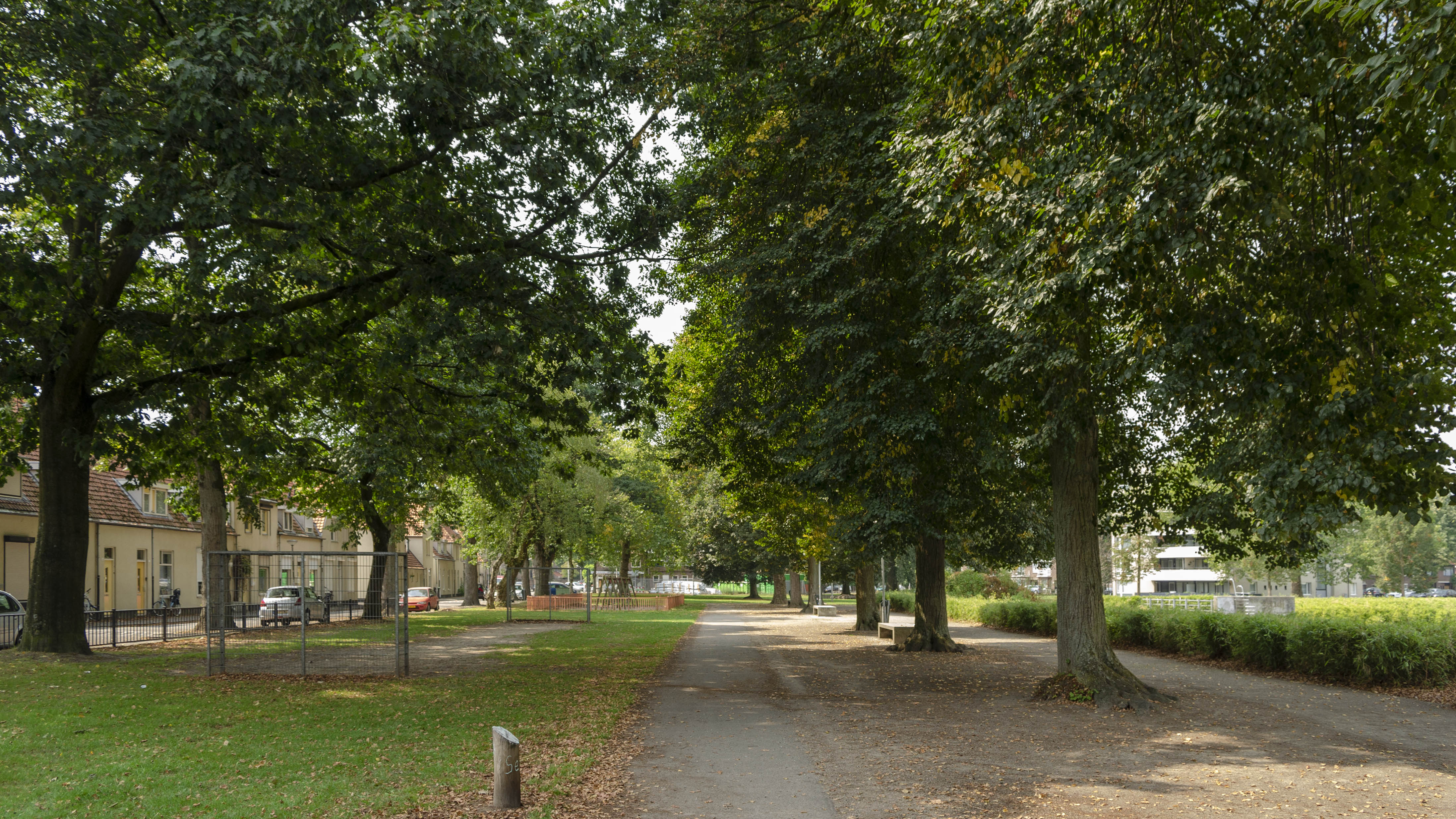
Laan aan zijkant van Kromhoutpark (zijde Ruysdaelstraat)
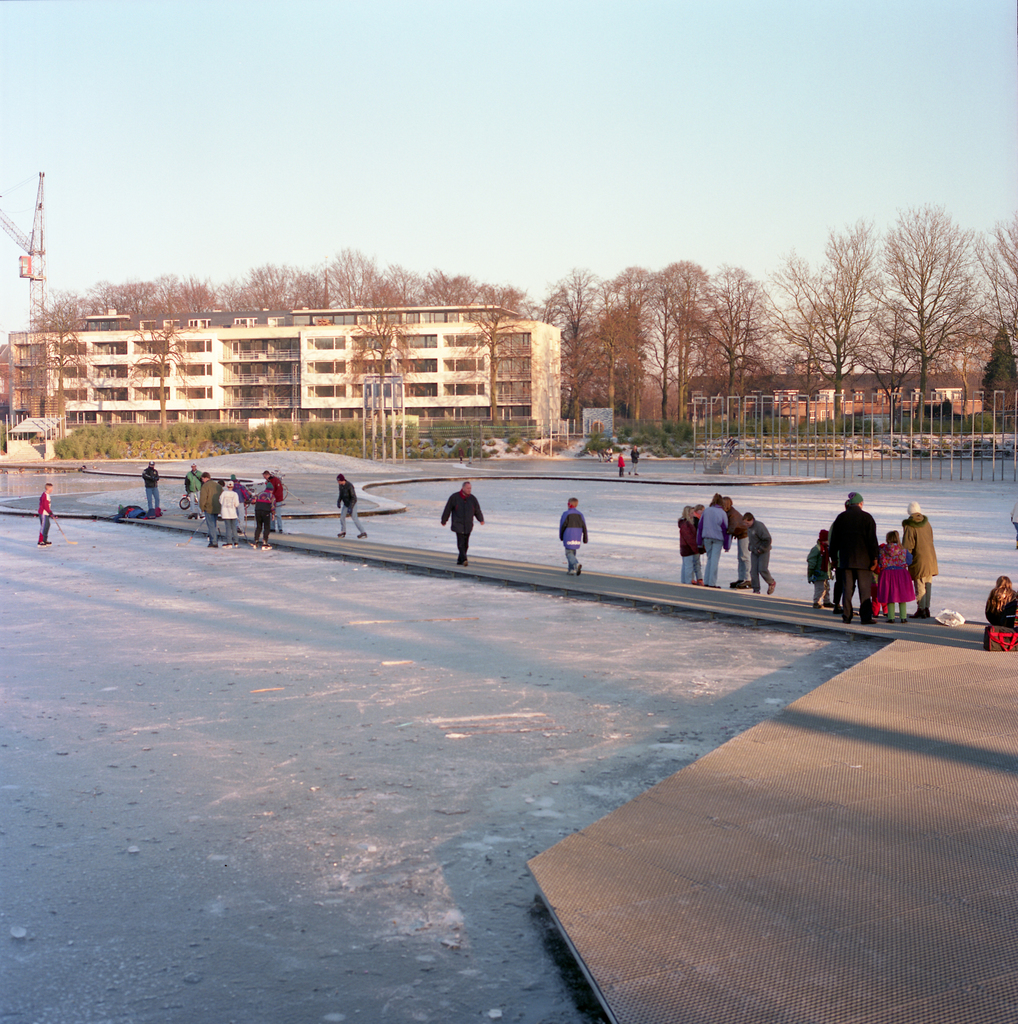
Schaatsers op het water van het Kromhoutpark, met uitzicht op de flat aan de Henriëtte Ronnerstraat